# Temnora turlini
Temnora turlini is een vlinder uit de familie van de pijlstaarten (Sphingidae). De wetenschappelijke naam van de soort werd in 1975 gepubliceerd door Philippe Darge.